# 柯史莫體系
柯史莫體系（英語：Cravath System）是指由柯史莫律師事務所在20世紀早期發展出來的美國律師事務所的運作體系，後來被幾乎所有白鞋所采用。 

## 組成部分
柯史莫的Paul Cravath設計了整套柯史莫體系，同時建立了專門的律所圖書館，并且在招聘時只招收最好的法學院的學生，以及只專精于特定領域的合夥人。 其中包括：
招聘Paul Cravath只招收最好中的最好，主要只看哈佛法學院、耶魯法學院及哥倫比亞法學院的學生。他們一般應是特定兄弟會的成員（Phi Beta Kappa/Beta Gamma Sigma），是學生法律期刊的編輯。其他學校的學生至少要有相當水平的成績。一般只有應届生或者剛從法院做過書記員的畢業生會招聘進來，避免被招聘人士在其他地方已經發展出來不一樣的工作習慣，無法融入律所的文化當中。
訓練初級律師一般會跟著一個合夥人工作18個月或更短時間，他們會學習如何將大型任務分解成小塊并且跟進。他們相當於是合夥人的學徒，在合夥人的緊密監督和指導下訓練。
薪資柯史莫體系采取固定薪資。早期的律所幾乎不會向初級律師支付薪資，除非他們可以自帶資源進來。1910年開始柯史莫開始支付固定薪水。因爲該所只招聘最好的學生，支付的薪水又很高，逐漸引起了律所之間的薪資差距。這在一戰結束到二戰開始的時間裏逐漸縮小，因爲律所開始支付差不多水平的薪資。
任期一般只有合夥人可以享有無限任期。普通律師只有在還有升職價值時才可以留任。如果他們沒有升職可能性，就會按照“要麽升職要麽離開”的政策被開除。
選擇合夥人除非律所對某些執業領域有特別需要，否則合夥人只會從内部提拔。
所外利益合夥人和普通律師不得在所外有任何利益。公益、教育或者藝術上的利益可以在高級合夥人同意后保留，但任何時候都不能打零工，所有接到的工作都是所裏的工作，不是律師個人的。
合夥人的關係合夥人應該互相合作。信息孤島和小圈子應被避免，以便建立起全所的信任和團隊精神。
業務範圍只做民事法律事務，不做刑事案件
影響律所應該拒絕游説政客，避免參與政治。
管理律所應該有强有力的行政方向，管理團隊應由合夥人選舉產生，由高級合夥人擔任，任期固定。